# Santópolis do Aguapeí
Santópolis do Aguapeí este un oraș din statul federal São Paulo (SP), Brazilia.

Harta orașului Santópolis do Aguapeí